# Hawker Tempest
Хоукер Темпест (англ. Hawker Tempest) — британский одноместный истребитель, дальнейшее развитие Хоукер Тайфун (первоначальное название — Тайфун II). Один из самых мощных истребителей времён Второй мировой войны. Разработан фирмой «Хоукер Эйркрафт» под руководством С. Кэмма.
Первый полет совершил 24 февраля 1943 года.
Серийное производство началось в июне 1943 года.
Принят на вооружение королевских ВВС в апреле 1944 года.
Главным отличием от «Хоукер Тайфун» было крыло, имевшее ламинарный профиль, что позволяло надеяться решить проблему падения ЛТХ на больших высотах.

## Разработка

### Предпосылки
Ещё на этапе разработки более раннего «Хоукера Тайфун» проектная группа под руководством Сиднея Камма проработала ряд конструктивных улучшений. Работы велись на базе Hawker P. 1012, также известном как Typhoon II или Typhoon с тонким крылом. Хотя «Тайфун», в целом, считался хорошей конструкцией, Камм и его команда были разочарованы эффективностью работы его крыла. Оно оказалось слишком массивным в поперечном сечении — до 20 % относительной толщины и имело радиаторы в передней кромке, что снижало лётные характеристики, особенно на больших высотах и скоростях, где сказывался эффект сжимаемости.
В марте 1940 года инженерам было поручено исследовать новое крыло ламинарного типа с пониженным сопротивлением, разработанное NACA в Соединённых Штатах, которое использовалось в новом истребителе P-51 «Мустанг». Ламинарное крыло, установленное на серии Tempest, имело максимальное отношение толщины к хорде 14,5 % в корне, сужаясь до 10 % на кончике.
В феврале 1941 г. С. Кэмм предложил разработать новую модификацию «Тайфуна», снабженную крылом тонкого профиля и увеличенной площади. Поскольку новое крыло имело меньший внутренний объём, пригодный для размещения топлива, пришлось удлинить фюзеляж, чтобы разместить дополнительный топливный бак. Форма крыла была изменена на почти эллиптическую форму, чтобы разместить 800 снарядов для четырёх 20-мм пушек Hispano, которые перенесли ещё дальше от оси фюзеляжа в крыло.
Кроме того, два межлонжеронных крыльевых бака, каждый по 127 л., были установлены по обе стороны от центральной секции и, начиная с последней модели, Tempest Vs, 136-литровый бак был перенесен к передней кромке левого крыла, давая машине общий внутренний запас топлива в 736 л.
Ещё одной важным изменением было предложение Камма установить радиаторы для охлаждения двигателя в передней кромке крыла перед шасси. Это позволило избавиться от характерного «подбородка» радиатора и улучшило аэродинамику.
Следующей модификацией крыла Tempest по сравнению с крылом «Тайфун» стала тщательная отделка его поверхности с утопленными заподлицо заклёпками, что повысило производительность аэродинамического профиля с ламинарным потоком.
Также, для устранения высокочастотных вибраций, преследовавших Typhoon, новое крыло сочеталось с применением четырёхлопастного воздушного винта.
Также, проектная группа приняла решение установить на Tempest новый двигатель Napier Sabre IV, чертежи которого стали доступны Hawker в начале 1941 года.

### Прототипы
18 ноября 1941 года министерством авиации был заключен контракт на пару опытных образцов Typhoon Mark II; 28 февраля 1942 года новый истребитель был переименован в Tempest.
Трудностей к программе Tempest добавили внешние факторы в виде проблем с силовой установкой: разработки двигателя Rolls-Royce Vulture и самолёта Hawker Tornado, которые велись параллельно, были прекращены. В связи с этим по другим программам Министерство авиации затребовало построить в общей сложности шесть прототипов Tempest с использованием разных двигателей, чтобы уменьшить риски срыва программы из-за проблем с разработкой силовой установки. Эта было весьма предусмотрительно, так как разработка двигателя не всегда шла гладко.
Шесть прототипов были построены с разными двигателями. МК.I, HM599, оснастили двигателем Sabre IV, ещё два прототипа МК.II (LA602 и LA607) оснастили мотором Centaurus IV, Mk.III (LA610) получил Griffon IIB, Mk.IV (LA614) — Griffon 61, а Mk.V (HM595) — Sabre II.
2 сентября 1942 года прототип Tempest Mk. V, HM595, совершил свой первый полет, пилотируемый Филипом Лукасом из Лэнгли, Беркшир, Англия. Этот прототип был оснащён двигателем Sabre II, сохранил каркас Typhoon, дверь автомобильного типа и был оснащен «подбородочным» радиатором, на радиатор Typhoon. Однако фонарь был вскоре заменён тем же самым каплевидным фонарём, адаптированным к тайфунам, и модифицированным килем с почти вдвое большей площадью. Это было необходимо, так как осевая стабильность с оригинальным килем тайфуна заметно снизилась из-за удлинённого носа. Горизонтальное хвостовое оперение и рули высоты также были увеличены в размахе; они также были унифицированы с поздними серийными тайфунами. Летчики-испытатели посчитали Tempest большим прогрессом по сравнению с серийными Typhoon. В феврале 1943 года пилоты из A&AEE в Boscombe Down сообщили, что они были под впечатлением от «маневренной и приятной в управлении машины, не требующей каких-либо серьёзных доработок».

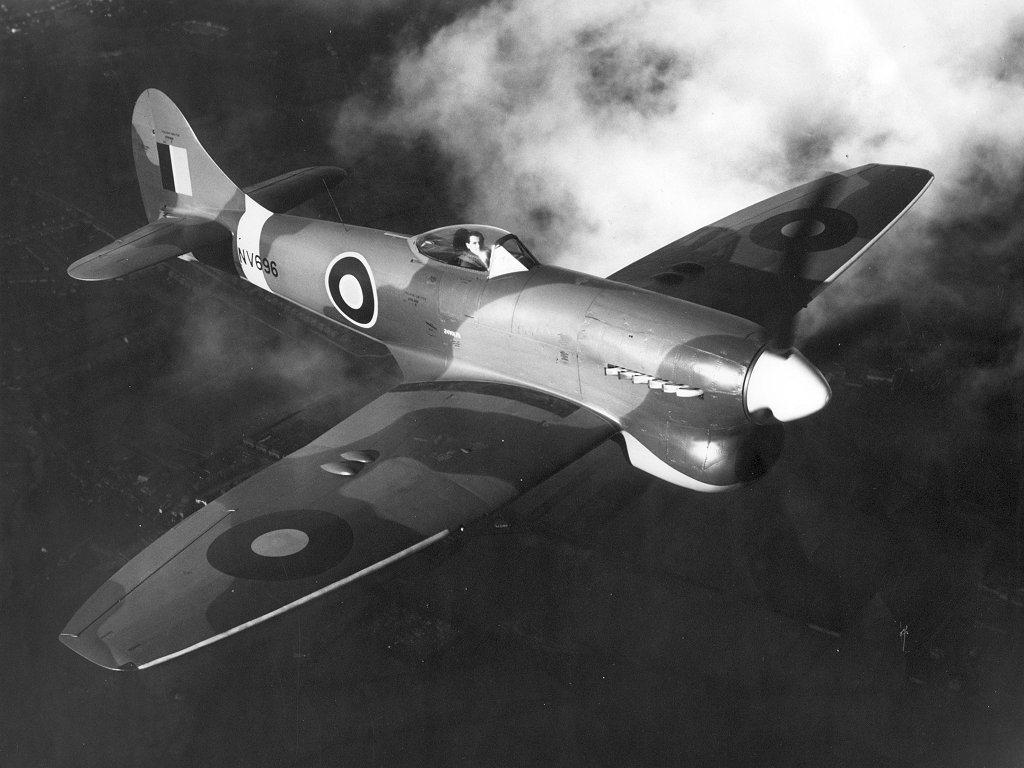
A Tempest V, NV696 проходит лётные испытания. Ноябрь 1944

24 февраля 1943 года состоялся первый полет второго прототипа HM599, названного "Tempest МК.I " и оснащенного двигателем Napier Sabre IV. Этот полет долго откладывался из-за постоянных проблем и проволочек, возникших при разработке нового двигателя Sabre IV. HM599 был поначалу оснащен старым фонарём Тайфуна и килем. Устранение «подбородочного» радиатора значительно улучшило аэродинамику, что сделало Tempest Mk.I самым быстрым самолётом, который Hawker построил в то время, достигнув скорости 466 миль в час (750 км/ч) в ходе испытательных полетов.
27 ноября 1944 года опытный образец Tempest МК.III с бортовым номером LA610, совершил свой первый полет; Однако было решено прекратить опытно-конструкторские работы по МК.III, так как двигатели Griffon было решено устанавливать в первую очередь на Spitfire. Работы над модификацией Tempest МК.IV были прекращены до постройки какого-либо прототипа. Tempest МК.II, переживший неоднократные задержки из-за силовой установки Centaurus, был сохранен, но не пошёл в серию вовремя, чтобы поступить на вооружение до окончания Второй мировой войны. Постоянные проблемы с Sabre IV означали, что только Tempest Mk.I (HM599) был построен; следовательно, Hawker вынуждена была производить «Tempest V» с двигателем Sabre II вместо него в качестве серийного образца.
В августе 1942 года, ещё до того, как был проведен первый полет прототипа Tempest V, Министерство авиации разместило заказ на производство 400 самолётов Tempest. Этот заказ был разделен, из них начальная партия была 100 Tempest V «Series I», оснащенная двигателем серии Sabre IIA мощностью 2 235 л. с. (1 491 кВт), который имел характерный подбородочный радиатор, в то время как остальные должны были выпускаться Tempest I, оснащенными Sabre IV с радиаторами в передней кромке крыла. Эти 300 Tempest I предназначались для замены заказа на аналогичное количество тайфунов для компании Gloster Aircraft Company.

### Tempest Mk.V
В начале 1943 года была создана производственная линия для Tempest Mk.V. Она располагалась на авиазаводе в Лэнгли, где производились Hawker Hurricane. Производство самолётов не укладывалось в графики. Это связано с проблемами, возникшими с задним лонжероном. 21 июня 1943 года первый серийный Tempest V с бортовым номером JN729 сошёл с конвейера. Первый полет на нем совершил летчик-испытатель Билл Хамбл. Несколько ранних версий самолёта использовались в экспериментальных целях. Некоторые из них прошли обширные эксплуатационные испытания в Боскомб-Дауне, включая установки внешних подвесов, в том числе 500-фунтовые (227 кг) и 1000-фунтовые (454 кг) бомбы и 3-дюймовые (76,2 мм) ракеты RP-3. Хотя немногие Tempest Vs применяли такие боеприпасы во время войны.
В ходе производства первой сотни Tempest V «Series Is», отличавшихся по их серийному номеру префиксом JNxxx, было постепенно внедрено несколько усовершенствований, которые в будущем использовались на всех последующих Tempest V «Series 2s», с префиксами серийных номеров EJ, NV и SNS. Стык фюзеляжа и хвостового оперения первоначально выделялся 20 внешними усиливающими «чешуйками», наподобие тех, которые установлены на Тайфуне, но это было до того, как задняя часть фюзеляжа была усилена и стала отделяемой.
Первые 100 Tempest Vs были оснащены длинноствольными 20 мм Hispano МК.II. Стволы значительно выступали перед передней кромкой крыла, поэтому пришлось закрывать их короткими обтекателями. Позже Tempest Vs оснащались короткоствольными Hispano Mk.V, стволы которых были заподлицо с передней кромкой крыла.
В середине-конце 1944 года были внесены дополнительные изменения как в Typhoon, так и в Tempest: был установлен блок ретранслятора Rebecca, а соответствующая антенна появилась под центральной секцией левого борта. На заднем правом борту фюзеляжа, как раз над красным центральным пятном обтекателя фюзеляжа, появился небольшой удлиненный овальный статический иллюминатор. Это, по-видимому, использовалось для более точного измерения высоты самолёта.
Несмотря на то, что Tempest V был лучшим истребителем RAF на низких и средних высотах, он не был оснащен новым гироскопическим прицелом Mk.IIC (такие устанавливались на Spitfire и Mustang с середины 1944 года), который значительно улучшил бы точность стрельбы. Пилоты Tempest продолжали использовать либо прицел Type I Mk.III, который проецировал прицельную решетку непосредственно на лобовое стекло, или МК.IIL до самого конца Второй мировой войны, пока гироскопический прицел был введен в Tempest IIs.

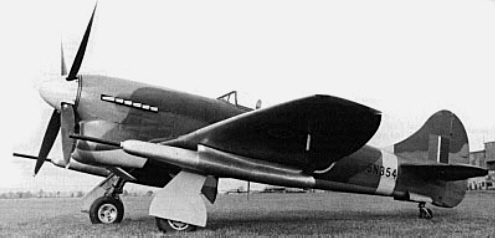
Tempest SN354 с экспериментальными Vickers «P» 47 mm и стандартными малыми четырёхспицевыми колёсами

 Пара Tempest Vs, EJ518 и NV768, были оснащены двигателями Napier Sabre Vs и испытывались с несколькими видами кольцевых радиаторов Napier, с которыми они напоминали Tempest IIs. Такая конфигурация давала меньшее лобовое сопротивления, чем стандартный «подбородочный» радиатор, что улучшению максимальной скорости на 11 — 14 миль в час. NV768 позже был оснащен канальным обтекателем, подобным тому, который устанавливался на Fw 190 V1. Другой экспериментальный Tempest V с обозначением SN354 был оснащен 47-мм противотанковой пушкой Vickers «P» под каждым крылом в длинном контейнере, которая разрабатывалась, но никогда не производилась серийно.

### Tempest II
После закрытия проекта Tornado Сидней Камм и его проектная группа передали альтернативные предложения двигателя для Tornado более перспективному проекту Tempest. Таким образом, возможность использования радиального двигателя воздушного охлаждения была заложена в конструкцию изначально, чтобы использовать 18-цилиндровый радиальный двигатель Bristol Centaurus в качестве альтернативы двигателям с жидкостным охлаждением, которые также были предложены. Было построено две экспериментальные машины Tempest II с двигателем Bristol Centaurus. Помимо нового двигателя и капота, прототипы Tempest II внешне походили на раннюю серию Tempest Vs. Двигатель Centaurus был плотно обтекаем, а выхлопные трубы сгруппированы позади и по обе стороны от двигателя: позади находились воздуховоды с автоматическими раздвижными «жабрами». Воздухозаборники карбюратора находились во внутренних передних кромках обоих крыльев, маслорадиатор и его воздухозаборник находились во внутреннем правом крыле. Посадка двигателя была во многом скопирована с осмотренного трофейного Focke-Wulf Fw 190, и была простой и эффективной.

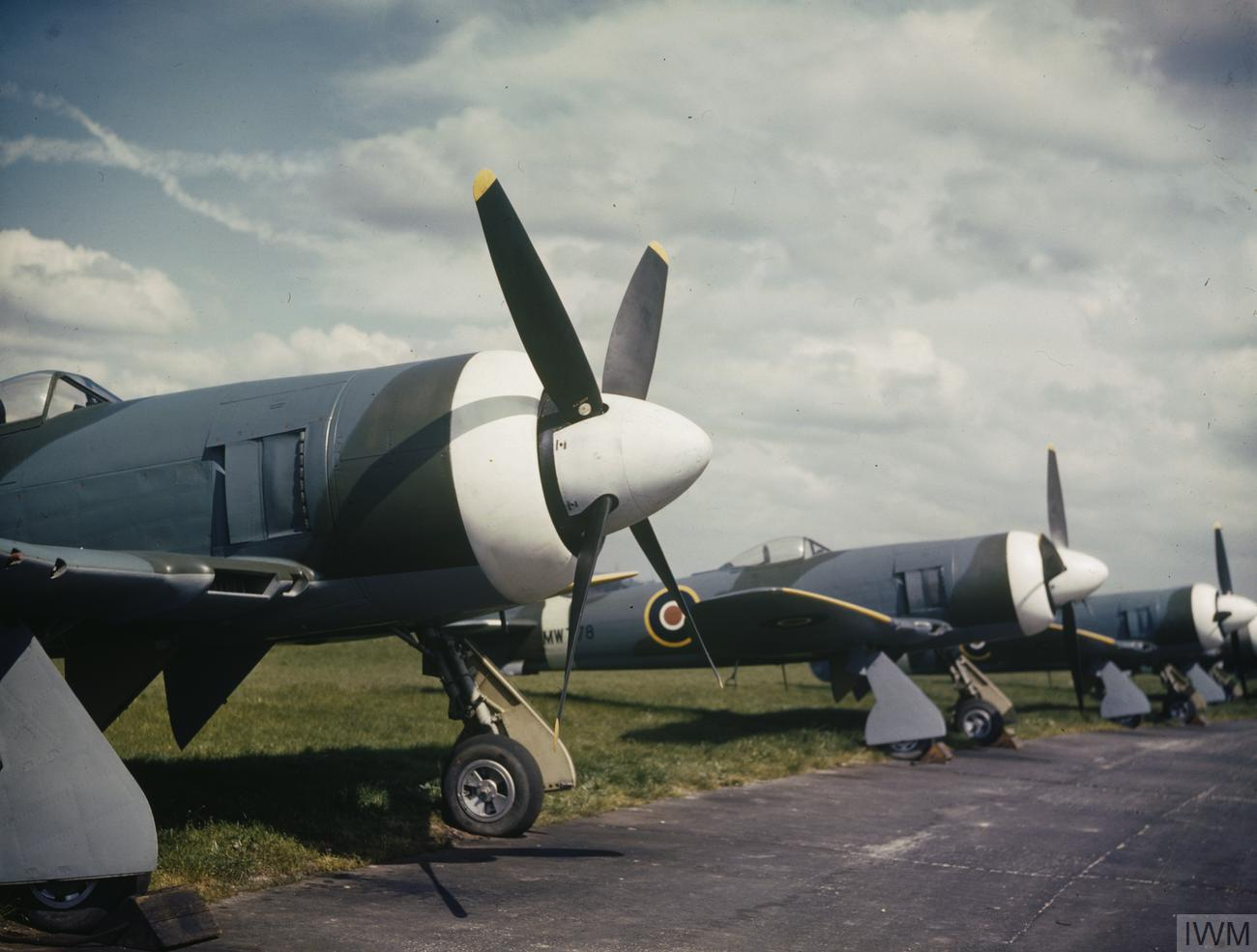
Новые Tempest II из первой партии на Hawker Aircraft. Обратите внимание на форму капота двигателя и впускные отверстия карбюратора и маслорадиатора во внутренней передней кромке правого крыла.

28 июня 1943 года первый самолёт Tempest II, LA 602, совершил полёт на четырёхлопастном винте с двигателем Centaurus IV (2520 л. с. / 1879 кВт). LA602 первоначально летал с килем типа "Тайфун"и рулём направления. За ним последовал второй, LA607, который был укомплектован увеличенным килем и впервые взлетел 18 сентября 1943 года: LA607 был определён на разработку двигателя. Первой серьёзной проблемой, возникшей во время первых полетов, была серьёзная вибрация двигателя, которая была устранена путем замены жестких восьмиточечных креплений двигателя на шеститочечные резиновые амортизаторы. Следующим шагом в попытке уменьшить вибрацию двигателя стала замена четырёхлопастного пропеллера пятилопастным; в конечном счете, был установлен точно сбалансированный четырёхлопастный винт. Кроме того, возникли проблемы с перегревом двигателя, плохой смазкой коленчатого вала, неисправностью выхлопных газов и захватом редуктора. Из-за этих проблем, а также из-за решения «тропикализировать» все Tempest II для действий на юго-восточном театре боевых действий, производство было отложено.
Заказы на постройку 500 Tempest II, были даны фирме Глостер ещё в сентябре 1942 года, но в 1943 году из-за приоритета на производство Typhoon контракт на 330 Tempest II был перенаправлен на Bristol, в то время как Hawker должен был построить 1800 самолётов. Эта передача задержала производство ещё больше. 4 октября 1944 года первый Tempest II наконец сошёл с конвейера; первые шесть серийных самолётов вскоре присоединились к двум прототипам для дальнейших испытаний. С окончанием Второй мировой войны заказы на Tempest II были урезаны или отменены; после постройки первых 50 Tempest II на заводе Banwell в Бристоле производство было свёрнуто и перенесено обратно в Hawker, который построил в общей сложности 402 самолёта в двух производственных партиях: было построено 100 истребителей и 302 истребителя-бомбардировщика (FB II) с усиленными крыльями и стойками крыла, способными нести бомбы весом до 1000 фунтов.
Tempest II был длиннее Tempest Мk.V (34 фута 5 дюймов / 10,5 м против 33 футов 8 дюймов / 10,3 м) и на 3 дюйма (76 мм) ниже. Вес более тяжелого двигателя Centaurus (2695 фунтов / 1222 кг против 2360 фунтов / 1070 кг) был компенсирован отсутствием тяжелого блока радиатора, так что Tempest II был всего на 20 фунтов (9 кг) тяжелее предшественника. Максимальная скорость составила 442 мили в час (711 км/ч) на 15 200 футах (4633 м), а скорость набора высоты до той же отметки заняла четыре с половиной минуты по сравнению с пятью минутами для Tempest Mk.V; практический потолок также увеличился до 37 500 футов (11 430 м).
Тропикализация включала установку воздушного фильтра и воздухозаборника в верхней передней части фюзеляжа, сразу за обтекателем двигателя. Все серийные самолёты были оснащены двигателем Centaurus V (2590 л. с. / 1932 кВт) с 12-футовым пропеллером Rotol диаметром 9-дюймов (3,89 м). Tempest II производился во время войны для борьбы с Японией. Предполагалось, что они войдут в состав Tiger Force, подразделения дальних бомбардировщиков сил Британского Содружества, базирующейся на Окинаве. Однако Тихоокеанская Кампания закончилась прежде, чем они были развернуты.

### Tempest Mk.VI
Различные технические усовершенствования, применённые на Tempest II, были включены в последний вариант Tempest, получивший обозначение Tempest VI. Эта модификация оснащалась двигателем Napier Sabre V мощностью 2340 л. с. (1700 кВт). Более мощный Sabre V требовал и большего радиатора, что привело к выносу масляного радиатора и воздухозаборника карбюратора из центра радиатора; воздух для карбюратора втягивался через воздухозаборники на передней кромке у корня крыльев, а маслорадиатор располагался сразу за основным радиатором. Большинство Tempest VIs были тропическими, главной отличительной чертой которых стал воздушный фильтр, установленный в обтекателе в нижней части центра. Другие изменения включали усиление заднего лонжерона и включение пружинных язычков, что обеспечило этой модификации превосходную управляемость.
Оригинальный прототип Tempest V HM595 был значительно модернизирован, став впоследствии прототипом Tempest VI. 9 мая 1944 года после модернизации HM595 совершил свой первый полет под управлением Билла Хамбла. В декабре 1944 года HM595 был направлен в Хартум, Египет, для проведения серии тропических испытаний. В течение 1945 года ещё два самолёта Tempest V, EJ841 и JN750, были переделаны в Tempest VI для участия в войсковых испытаниях на RAF Boscombe Down.
В какой-то момент 250 Tempest VIs были заказаны для RAF; однако конец войны послужил причиной сворачивания многих авиационных программ, в результате чего было построено только 142 самолёта этого типа. В течение долгого времени считалось, что существовали Tempest VI, которые были преобразованы под задачи буксировки цели; однако ни одна из историй обслуживания самолёта не показывает таких преобразований, и никаких подтверждающих фотографических доказательств не было найдено. Tempest VI стал последним поршневым истребителем на службе RAF, который был заменен реактивным самолётом.

## Модификации
- Typhoon Mk II — первоначальное наименование
- Tempest Mk I — прототип с рядным двигателем Napier Sabre Mk. IV; радиаторы размещены в крыле для уменьшения лобового сопротивления, построен 1 самолёт.
- Tempest Mk. II — звездообразный двигатель Bristol Centaurus Mk. V, короткоствольные пушки Hispano Mk. V[36] Уменьшенный по сравнению с Tempest Mk. V и Mk. VI боекомплект (162 внутренних и 152 внешних).[37] 402 самолёта построены компанией Hawker на заводе в Лэнгли и 50 компанией Bristol в Бэнвелле.
  - Tempest F. Mk. II — (F.2) — ранняя модификация Tempest Mk. II. 100 выпущены на заводах Hawker и 50 — Bristol.[36] Позже доработаны до версии FB.[36] — поздняя модификация, истребитель0бомбардировщик. Tempest Mk. II с усиленными крыльями и узлами подвесок, другие мелкие изменения.[36] 302 выпустил Hawker.[36]
  - Tempest F.B. Mk. II — (FB.2)
- Tempest Mk III — модификация с двигателем Rolls-Royce Griffon 85 и пропеллерами противоположного вращения.[38] Построен 1 прототип (LA610).[38]
- Tempest Mk IV — двигатель Rolls-Royce Griffon 61.[38] Постройка единственного прототипа (LA614) отменена в феврале 1943 года.[38]
- Tempest Mk. V — F. Mk. V — (F.5) — рядный двигатель Napier Sabre Mk. IIA, IIB или IIC, 801 самолёт построен в Лэнгли.[39]
  - Tempest F. Mk. V Series 1 — ранняя серийная версия. 4 длинноствольных 20-мм пушки Hispano Mk. II[40], использовались некоторые детали самолёта Typhoon. Построено 100.[39]
  - Tempest F. Mk. V Series 2- поздняя серийная версия, короткоствольные пушки Mark V Hispano и другие изменения. Построено 701.[39]
  - Tempest Mk. V «(PV)» — противотанковая модификация Tempest Mk. V с двумя экспериментальными 47-мм пушками («47 mm PV») Vickers) в подкрыльевых гондолах. Для испытаний переделан один Mk. V (SN354).[37]
  - Tempest T.T. Mk. 5 — (TT.5) — после окончания войны некоторое количество самолётов Mk V были переделаны в буксировщики мишеней.
- Tempest Mk. VI — F. Mk. VI (F.6) — двигатель Napier Sabre Mk. V (2,340 л. с.), в остальном аналогичен поздним Tempest Mk. V. Построено 142.[41]

## Тактико-технические характеристики

Hawker Tempest II

Приведены данные модификации Tempest V обр. 1944 года.
Источник данных: Mason, 1967, p. 16.

Технические характеристики
- Экипаж: 1 пилот
- Длина: 10,26 м
- Размах крыла: 12,50 м
- Высота: 4,52 м
- Площадь крыла: 28,06 м²
- Масса пустого: 4082 кг
- Нормальная взлётная масса: 5216 кг
- Максимальная взлётная масса: 6187 кг
- Силовая установка: 1 × жидкостного охлаждения Napier Sabre IIA, B или С
- Мощность двигателей: 1 × 2180 л. с. (1 × 1625 кВт)
- Воздушный винт: 4-лопастной Rotol или de Havilland

Лётные характеристики
- Максимальная скорость: 702 км/ч на высоте 5639 м
- Практическая дальность: 1191 км
  - с ПТБ: 2462 км
- Практический потолок: 11125 м
- Время набора высоты: 4572 м за 5 мин
- Нагрузка на крыло: 218,7 кг/м²
- Тяговооружённость: 259 Вт/кг
- Длина разбега: 370 м

Вооружение
- Стрелково-пушечное: 4 × 20 мм пушки Hispano Mk.II или Mk.V с 800 патр. в крыле
- Неуправляемые ракеты: 8 × 76,2 мм ракет RP-3 с боеголовкой массой 27 кг
- Бомбы: 2 × 454 кг бомбы или 2 × 170 л зажигательных бака с напалмом

Масштабная модель самолёта «Темпест» в масштабе 1:72 из пластмассы выпускалась в СССР заводом «Кругозор» в 1970-х — 1980-х годах.

## Боевое применение
Несмотря на всеобщее признание среди британских пилотов, внедрение в строевые части Королевских ВВС Tempest V проходило медленно. К началу высадки в Нормандии в июне 1944 г. на них летали лишь две эскадрильи — 3-я и 486-я (новозеландская). 3-я эскадрилья первой была полностью укомплектованной новой техникой. Следом за ней последовала 486-я новозеландская эскадрилья. Третьей получила новые машины 56-я эскадрилья. Правда, поначалу она оснащалась Тайфунами, затем сражалась на Spitfire IXs, и лишь после этого получила новые Tempest. К концу апреля 1944 года эти подразделения были перебазированы на RAF Newchurch, где они образовали 150 авиакрыло под командованием подполковника Роланда Бемонта. Новое крыло вошло в состав Второй воздушной армии (2nd TAF).
Большинство операций, выполнявшихся 150-м крылом, включали высотный перехват истребителей, наступательные операции, известные как «Рейнджеры», а также разведывательные миссии. До высадки в Нормандии Tempest обычно совершали дальние штурмовые вылеты на вражескую территорию и, проникая в Северную Францию и Нидерланды, использовали пушки и бомбы для атаки аэродромов, радиолокационных установок, наземных транспортных средств, прибрежных судов и стартовых площадок для немецких крылатых ракет V-1.
Количество эскадрилий, оснащенных Tempest, быстро увеличивалось, отчасти из-за таких факторов, как угроза Фау-1. И хотя забастовка рабочих в сборочном цехе Hawker отрицательно сказалась на этом темпе, к сентябрю 1944 года в общей сложности действовало пять фронтовых эскадрилий Tempest, которые включали 114 самолётов.
В боевых действиях над Нормандией эскадрильи участвовали с 8 июня, и регулярно одерживали победы, оказывалась достойным противником для истребителей люфтваффе Bf 109G и Fw 190. Но примерно неделю спустя были переведены на борьбу с самолётами-снарядами Фау V-1. Отличные низковысотные характеристики Tempest сделали его одним из предпочтительных инструментов для перехвата небольших быстролетящих беспилотных ракет. С подвесными топливными баками, Tempest был в состоянии патрулировать в течение 4,5 часов у южного побережья Англии на путях подхода Фау-1. Руководствуясь данными от береговой радиолокационной установки ближнего обнаружения, Tempest перехватывали V-1 используя либо пушечное вооружение, либо подталкивали Фау-1 крылом, сбивая последний с курса. К началу сентября 1944 г. эти задачи выполняли уже 6 эскадрилий Tempest, сбивших к этому времени 638 из 1771 самолёта-снаряда, уничтоженного истребителями.
В конце сентября подразделения Tempest, базировавшиеся на передовых аэродромах в Англии, поддержали операцию «Маркет — Гарден» —  попытку захватить плацдарм за Рейном с помощью воздушного десанта. 21 сентября 1944 года, когда угроза Фау-1 миновала, эскадрильи Tempest были переброшены во 2-й TAF, фактически поменявшись местами с эскадрильями «Мустанг III» из 122-го крыла, которые стали частью подразделений истребительного командования, развернутых для сопровождения бомбардировщиков.  1 октября 1944 года 122-е крыло базировалось на авиабазе В. 80 Фолькель близ Удена, в Нидерландах.
Разведывательные миссии обычно выполнялись двумя секциями (восемь самолётов), летающими в составе четырёх групп, которые пересекали линию фронта на высотах от 2000 до 3000 метров: как только Tempest достигали указанной целевой зоны, ведущая секция опускалась до 1500 м. или ниже, чтобы искать цели для обстрела, в то время как другая секция летела на 300 м. выше со стороны Солнца. После того, как первая секция проводила серию атак, она менялась местами со второй секцией, и атаки продолжались до тех пор, пока не кончится боезапас. После чего все самолёты возвращались на базу на высоте 2500 м..
Поскольку многие из наиболее выгодных целей обычно находились примерно в 100 км от базы, Tempest обычно несли два 200-литровых подвесных бака, которые использовались вскоре после взлета. Несмотря на опасность взрыва пустых подвесных баков при попадании зенитных снарядов, этого никогда не случалось. Именно поэтому сложную процедуру сброса подвесных баков обычно не проводили, а летали с ними до конца задания. Это незначительно снижало лётные характеристики Tempest — максимальная скорость падала на 10 км/час а дальность полёта на 2 процента.
С конца сентября 1944 г. 5 АЭ Tempest, сведенных в 122-е крыло, занимались охотой за реактивными истребителями Мессершмитт Me 262, пытаясь сбивать их при заходе на посадку (в общей сложности, до конца войны на счету пилотов «Темпестов» было 11 сбитых Me 262). Наиболее интенсивные воздушные бои 122-му крылу пришлось вести в декабре, во время немецкого наступления в Арденнах. Хотя основным истребителем — бомбардировщиком Королевских ВВС считался «Тайфун», «Темпесты» также привлекались для ударов по наземным целям, особенно в январе-апреле 1945 г. К концу войны в Европе на счету пилотов «Темпестов» было 240 подтвержденных и 13 вероятных побед, собственные потери составили немногим более 100 самолётов (2/3 — от зенитного огня).
«Темпест» представлял собой вершину развития тяжелых истребителей фирмы «Хоукер», однако объём его производства оказался сравнительно небольшим. К моменту его внедрения в серию уже выпускались новые модификации «Спитфайра», взявшие на себя решение задач, для которых и проектировался «Темпест».

## Эксплуатанты
Великобритания
- Королевские ВВС Великобритании: эскадрильи 3, 5, 6, 8, 16, 20, 23, 26, 30, 33, 39, 54, 56, 80, 152, 174, 181, 182, 183, 213, 222, 247, 249, 266, 274, 287, 349, 501.

 Канада
- ВВС Канады 1 Tempest V получен после войны, испытывался в 1946-47 гг.[48])

 Новая Зеландия
- ВВС Новой Зеландии: эскадрилья 486 RNZAF.

 Германия
- Люфтваффе: сбитый в октябре 1944 года самолёт Mk.5 (EJ709) вывезен командой 2./Versuchsverband OKL в Финов, где был восстановлен с использованием деталей от другого «Темпеста», сбитого близ Тьене 29 декабря 1944 года.

 Индия
- ВВС Индии эскадрильи 1, 3, 4, 7, 8, 9, 10.

 Пакистан
- ВВС Пакистана